# Héctor Costa
Héctor José Costa Massironi, född 30 juli 1929 i Montevideo, död 23 maj 2010, var en uruguayansk basketspelare.
Costa blev olympisk bronsmedaljör i basket vid sommarspelen 1952 i Helsingfors.